# RJ Harvey
Robert Harvey Jr. (Orlando, 4 febbraio 2001) è un giocatore di football americano statunitense che milita nel ruolo di running back per i Denver Broncos della National Football League (NFL).

## Carriera universitaria
Nella sua unica stagione a Virginia nel 2019, Harvey fu il terzo quarterback nelle gerarchie della squadra, non scendendo mai in campo. Nel 2020 optò per trasferirsi agli UCF Knights. Nella prima stagione UCF, dopo essere passato nel ruolo di running back, disputò cinque partite, correndo due volte per 3 yard. All'inizio della stagione 2021 ebbe la possibilità di diventare titolare ma subì la rottura del legamento crociato anteriore in pre-campionato, perdendo l'intera annata.
Nel 2022 Harvey disputò 13 partite, di cui 3 come titolare, venendo inserito nella seconda formazione ideale dell'American Athletic Conference (AAC) da Pro Football Network (PFN) dopo avere corso 118 volte per 796 yard e 5 touchdown, oltre a 22 ricezioni per 215 yard. La stagione 2023 iniziò come primo running back nelle gerarchie della squadra. A partire dalla gara del 7 ottobre contro Kansas, disputò cinque gare consecutive con oltre 100 yard corse, la striscia più lunga per i Knights dal 2007. Contro Oklahoma State numero 15 del ranking corse 206 yard e 3 touchdown nella vittoria a sorpresa per 45-3. Fu finalista del Doak Walker Award, assegnato al miglior running back nel college football e fu il primo giocatore di UCF a superare la mille yard corse dal 2018. Chiuse al sesto posto della nazione sia in yard corse (1.416) che in touchdown su corsa (16). Nell'ultima stagione nel football universitario corse 1.577 yard, 22 touchdown e ne segnò altri 3 su corsa, venendo inserito nella terza formazione All-American.

## Carriera professionistica

### Denver Broncos
Harvey fu scelto nel corso del secondo giro (60º assoluto) del Draft NFL 2025 dai Denver Broncos.